# Saison 2010 de l'équipe cycliste FDJ
La saison 2010 de l'équipe cycliste FDJ est la quatorzième de l'équipe. Elle participe au ProTour. Durant cette saison, elle change de nom : appelée « La Française des jeux » depuis 2005, elle devient « FDJ » en juillet.
En tant qu'équipe ProTour, elle participe au calendrier de l'UCI ProTour. L'équipe termine à la 22e place du classement mondial UCI. À la fin de la saison l'équipe perd son statut d'équipe ProTour en raison de son classement mondial. Elle devient à partir de 2011, une équipe continentale professionnelle.

## Préparation de la saison 2010

### Arrivées et départs
| Arrivées         | Équipe 2009             |
| ---------------- | ----------------------- |
| Olivier Bonnaire | BBox Bouygues Telecom   |
| Pierre Cazaux    | Roubaix Lille Métropole |
| Thibaut Pinot    | CC Étupes               |
| Arthur Vichot    | CR4C Roanne             |

| Départs            | Équipe 2010  |
| ------------------ | ------------ |
| Jérôme Coppel      | Saur-Sojasun |
| Sébastien Joly     | Saur-Sojasun |
| Guillaume Levarlet | Saur-Sojasun |
| Aurélien Duval     | suspension   |

## Déroulement de la saison

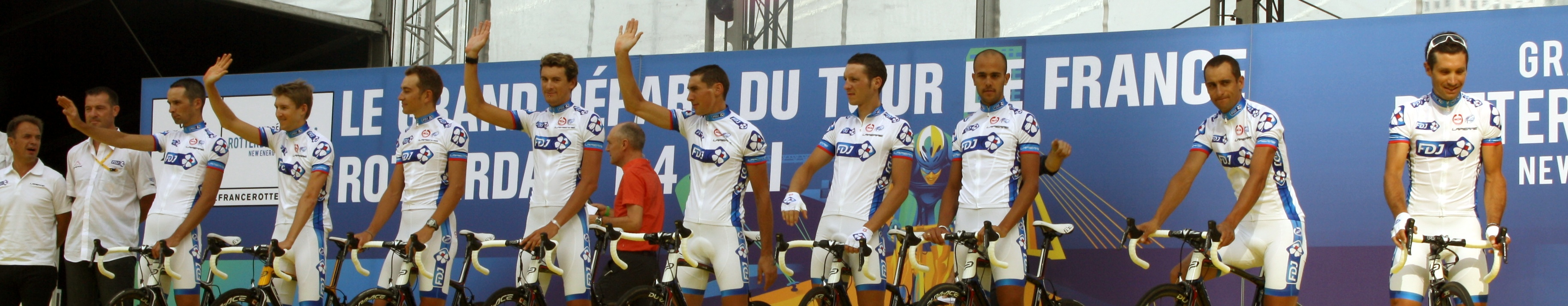
L'équipe FDJ lors de la présentation du Tour de France 2010 à Rotterdam.

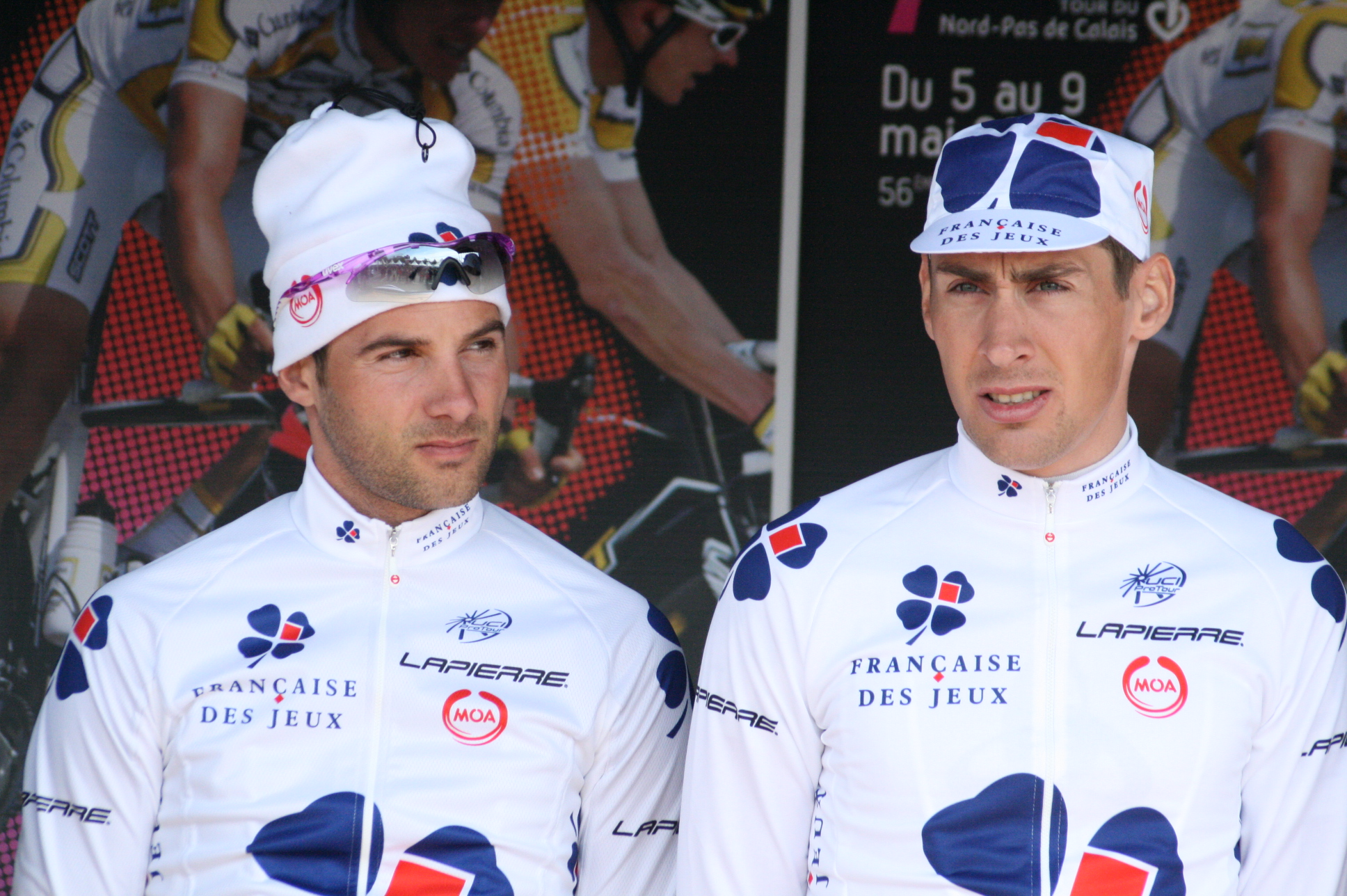
Olivier Bonnaire et Matthieu Ladagnous.

Contrairement aux années précédentes, la Française des jeux ne gagne pas lors de la Tropicale Amissa Bongo, leur première course de l'année. Elle acquiert ses premiers succès en février en gagnant les trois premières étapes du Tour méditerranéen grâce au sprinteur Yauheni Hutarovich et à Jussi Veikkanen. Christophe Le Mével s'adjuge le classement général du Tour du Haut-Var après avoir remporté l'étape du dimanche en partant de loin dans l'ascension finale et en résistant à ses adversaires dans les derniers hectomètres. Benoît Vaugrenard parvient lors de deux étapes importantes de Tirreno-Adriatico à terminer parmi les meilleurs (2e et 5e). Lors du Tour de France 2010, Sandy Casar a remporté une étape et Yauheni Hutarovich une étape sur le Tour d’Espagne.

## Coureurs et encadrement technique

### Effectif
| Cycliste            | Date de naissance | Nationalité      | Équipe 2009                  |
| ------------------- | ----------------- | ---------------- | ---------------------------- |
| Olivier Bonnaire    | 2 mars 1983       | France           | BBox Bouygues Telecom        |
| Sandy Casar         | 2 février 1979    | France           | Française des jeux           |
| Pierre Cazaux       | 7 juin 1984       | France           | Roubaix Lille Métropole      |
| Sébastien Chavanel  | 21 mars 1981      | France           | Française des jeux           |
| Mikaël Cherel       | 17 mars 1986      | France           | Française des jeux           |
| Rémy Di Grégorio    | 31 juillet 1985   | France           | Française des jeux           |
| Arnaud Gérard       | 6 octobre 1984    | France           | Française des jeux           |
| Anthony Geslin      | 9 juin 1980       | France           | Française des jeux           |
| Timothy Gudsell     | 17 février 1984   | Nouvelle-Zélande | Française des jeux           |
| Frédéric Guesdon    | 14 octobre 1971   | France           | Française des jeux           |
| Yauheni Hutarovich  | 29 novembre 1983  | Biélorussie      | Française des jeux           |
| Matthieu Ladagnous  | 12 décembre 1984  | France           | Française des jeux           |
| Christophe Le Mével | 11 septembre 1980 | France           | Française des jeux           |
| Gianni Meersman     | 5 décembre 1985   | Belgique         | Française des jeux           |
| Francis Mourey      | 8 décembre 1980   | France           | Française des jeux           |
| Yoann Offredo       | 12 novembre 1986  | France           | Française des jeux           |
| Thibaut Pinot       | 29 mai 1990       | France           | CC Étupes                    |
| Anthony Roux        | 18 avril 1987     | France           | Française des jeux           |
| Jérémy Roy          | 22 juin 1983      | France           | Française des jeux           |
| Wesley Sulzberger   | 20 octobre 1986   | Australie        | Française des jeux           |
| Benoît Vaugrenard   | 5 janvier 1982    | France           | Française des jeux           |
| Jussi Veikkanen     | 29 mars 1981      | Finlande         | Française des jeux           |
| Arthur Vichot       | 26 novembre 1988  | France           | CR4C Roanne                  |
| Stagiaire           | Date de naissance | Nationalité      | Équipe 2010                  |
| Sam Bennett         | 14 octobre 1990   | Irlande          | Vélo-Club La Pomme Marseille |
| Nacer Bouhanni      | 25 juillet 1990   | France           | UVCA Troyes                  |
| Nicolas Capdepuy    | 8 novembre 1988   | France           | Entente Sud Gascogne         |

## Bilan de la saison

### Victoires

#### Sur route
| Date       | Course                                 | Pays     | Classe | Vainqueur           |
| ---------- | -------------------------------------- | -------- | ------ | ------------------- |
| 10/02/2010 | 1re étape du Tour méditerranéen        | France   | 2.1    | Yauheni Hutarovich  |
| 11/02/2010 | 2e étape du Tour méditerranéen         | France   | 2.1    | Jussi Veikkanen     |
| 12/02/2010 | 3e étape du Tour méditerranéen         | France   | 2.1    | Yauheni Hutarovich  |
| 17/02/2010 | 1re étape du Tour de l'Algarve         | Portugal | 2.1    | Benoît Vaugrenard   |
| 21/02/2010 | 2e étape du Tour du Haut-Var           | France   | 2.1    | Christophe Le Mével |
| 21/02/2010 | Classement général du Tour du Haut-Var | France   | 2.1    | Christophe Le Mével |
| 18/04/2010 | Tro Bro Leon                           | France   | 1.1    | Jérémy Roy          |
| 09/05/2010 | 5e étape des Quatre Jours de Dunkerque | France   | 2.HC   | Benoît Vaugrenard   |
| 19/05/2010 | 1re étape du Circuit de Lorraine       | France   | 2.1    | Yauheni Hutarovich  |
| 23/05/2010 | 5e étape du Circuit de Lorraine        | France   | 2.1    | Anthony Roux        |
| 29/05/2010 | Grand Prix de Plumelec-Morbihan        | France   | 1.1    | Wesley Sulzberger   |
| 27/06/2010 | Championnat de Finlande sur route      | Finlande | CN     | Jussi Veikkanen     |
| 13/07/2010 | 9e étape du Tour de France             | France   | HIS    | Sandy Casar         |
| 03/08/2010 | 3e étape du Tour de Pologne            | Pologne  | PT     | Yauheni Hutarovich  |
| 05/08/2010 | 2e étape de Paris-Corrèze              | France   | 2.1    | Arthur Vichot       |
| 24/08/2010 | 1re étape du Tour du Poitou-Charentes  | France   | 2.1    | Anthony Roux        |
| 29/08/2010 | 2e étape du Tour d'Espagne             | Espagne  | HIS    | Yauheni Hutarovich  |

#### En cyclo-cross
| Date       | Course                                              | Pays       | Classe | Vainqueur      |
| ---------- | --------------------------------------------------- | ---------- | ------ | -------------- |
| 02/01/2010 | Grand Prix De Ster, Saint-Nicolas                   | Belgique   | C2     | Francis Mourey |
| 10/01/2010 | Championnat de France de cyclo-cross                | France     | CN     | Francis Mourey |
| 18/09/2010 | Star Crossed Cyclocross, Redmond                    | États-Unis | C2     | Francis Mourey |
| 19/09/2010 | Rad Racing Grand Prix, Lakewood                     | États-Unis | C2     | Francis Mourey |
| 22/09/2010 | Cross Vegas, Las Vegas                              | États-Unis | C1     | Francis Mourey |
| 01/11/2010 | Cyclo-cross international de Marle, Marle           | France     | C2     | Francis Mourey |
| 13/11/2010 | Grand Prix de la Région Wallonne, Dottignies        | Belgique   | C2     | Francis Mourey |
| 21/11/2010 | Challenge la France Cycliste 2, Miramas             | France     | C2     | Francis Mourey |
| 12/12/2010 | Challenge la France Cycliste 3, Saint-Jean-de-Monts | France     | C2     | Francis Mourey |
| 26/12/2010 | Internationales Radquer Dagmersellen, Dagmersellen  | Suisse     | C2     | Francis Mourey |

### Résultats sur les courses majeures
Les tableaux suivants représentent les résultats de l'équipe dans les principales courses du calendrier international (les cinq classiques majeures, le Tour de France et le Tour d'Espagne). Pour chaque épreuve est indiqué le meilleur coureur de l'équipe, son classement ainsi que les accessits glanés par FDJ sur les courses de trois semaines.

#### Classiques
| Classique            | Milan-San Remo       | Tour des Flandres      | Paris-Roubaix          | Liège-Bastogne-Liège    | Tour de Lombardie    |
| -------------------- | -------------------- | ---------------------- | ---------------------- | ----------------------- | -------------------- |
| Coureur (classement) | Anthony Geslin (12e) | Frédéric Guesdon (18e) | Frédéric Guesdon (19e) | Benoît Vaugrenard (13e) | Aucun coureur classé |

#### Grands tours
| Grand tour           | Tour d'Italie | Tour de France                   | Tour d'Espagne                          |
| -------------------- | ------------- | -------------------------------- | --------------------------------------- |
| Coureur (classement) | Non invitée   | Sandy Casar (25e)                | Christophe Le Mével (13e)               |
| Accessits            |               | 1 victoire d'étape (Sandy Casar) | 1 victoire d'étape (Yauheni Hutarovich) |

### Classement UCI
L'équipe FDJ termine à la vingt-deuxième place du Calendrier mondial avec 175 points. Ce total est obtenu par l'addition des points des cinq meilleurs coureurs de l'équipe au classement individuel que sont Sandy Casar, 69e avec 73 points, Yoann Offredo, 89e avec 50 points, Yauheni Hutarovich, 115e avec 30 points, Christophe Le Mével, 135e avec 17 points, et Benoît Vaugrenard, 201e avec 5 points,.
| Rang | Coureur             | Points |
| ---- | ------------------- | ------ |
| 69   | Sandy Casar         | 73     |
| 89   | Yoann Offredo       | 50     |
| 115  | Yauheni Hutarovich  | 30     |
| 135  | Christophe Le Mével | 17     |
| 201  | Benoît Vaugrenard   | 5      |
| 206  | Rémy Di Grégorio    | 4      |
| 226  | Matthieu Ladagnous  | 3      |
| 233  | Thibaut Pinot       | 2      |
| 234  | Jérémy Roy          | 2      |
| 248  | Sébastien Chavanel  | 2      |
| 272  | Pierre Cazaux       | 1      |